# オスヴァルド・ヴィエイラ国際空港
オスヴァルド・ヴィエイラ国際空港（オスヴァルド・ヴィエイラこくさいくうこう、ポルトガル語: Aeroporto Internacional Osvaldo Vieira、英語: Osvaldo Vieira International Airport）はギニアビサウ共和国の首都ビサウにある国際空港である。ギニアビサウにおいて現在定期運航便を持つ唯一の国際空港である。ビサウ市の北西約10キロに位置している。独立運動の指導者オスヴァルド・ヴィエイラを記念して命名された。

## 就航路線
2023年9月9日現在
| 航空会社                     | 就航地                    |
| ---------------------------- | ------------------------- |
| エア・セネガル               | ダカール                  |
| エール・コートジボワール     | アビジャン、コナクリ      |
| ASKY航空                     | ダカール、プライア、 ロメ |
| ロイヤル・エア・モロッコ     | カサブランカ、プライア    |
| TAP ポルトガル航空           | リスボン                  |
| ユーロ・アトランティック航空 | リスボン                  |